# Torneo de Montpellier 2016
El Open Sud de France 2016 es un torneo de tenis que pertenece a la ATP en la categoría de ATP World Tour 250. Será la 29 edición del torneo y se disputará del 1 al 7 de febrero de 2016 sobre pista dura cubierta en el Park&Suites ARENA en Montpellier, Francia.

## Distribución de puntos
| Modalidad            | Campeón | Finalista | Semifinales | Cuartos de final | 2ª ronda | 1ª ronda | Clasificados | 2ª ronda de clasificación | 1ª ronda de clasificación |
| Individual masculino | 250     | 165       | 100         | 50               | 25       | 0        | 13           | 7                         | 0                         |
| Dobles masculino     | 250     | 150       | 90          | 45               | 20       | 0        | -            | -                         | -                         |

## Cabeza de serie

### Individuales Masculinos
| Tenista          | Ranking | Preclasificada |
| Richard Gasquet  | 9       | 1              |
| Marin Čilić      | 13      | 2              |
| Gilles Simon     | 15      | 3              |
| Benoît Paire     | 18      | 4              |
| Gaël Monfils     | 24      | 5              |
| João Sousa       | 33      | 6              |
| Borna Ćorić      | 40      | 7              |
| Marcos Baghdatis | 46      | 8              |

- Ranking del 18 de enero de 2016

### Dobles Masculinos
| Tenista                       | Ranking | Preclasificada |
| Łukasz Kubot Marcin Matkowski | 44      | 1              |
| Mate Pavić Michael Venus      | 89      | 2              |
| Oliver Marach Fabrice Martin  | 99      | 3              |
| Jonathan Erlich Colin Fleming | 106     | 4              |

## Campeones

### Individuales masculinos
Richard Gasquet venció a  Paul-Henri Mathieu por 7-5, 6-4

### Dobles masculinos
Mate Pavić /  Michael Venus vencieron a  Alexander Zverev /  Mischa Zverev por 7-5, 7-6(4)